# Кувычко, Анна Александровна
А́нна Алекса́ндровна Кувы́чко (род. 26 июня 1979, Волгоград, РСФСР, СССР) — российский политик и юрист. Депутат Государственной Думы Федерального Собрания Российской Федерации VII созыва, член комитета Государственной Думы по вопросам семьи, женщин и детей (2016—2021).
В прошлом — депутат Волгоградской городской Думы 3—5-го созывов. Член партии «Единая Россия». Критический резонанс в российских и зарубежных СМИ получила видеозапись песни с её участием, посвящённой Владимиру Путину.

## Биография
Родилась в Волгограде 26 июня 1979 года.
Отец сначала работал преподавателем в Волгоградском политехническом институте, потом — инженером на заводе; мать — бухгалтер по профессии.
В 2002 году А. А. Кувычко окончила Волгоградский государственный университет по направлению «Менеджмент», уже в следующем году в том же университете получила второе высшее образование по специальности «Юриспруденция».
Работать начала в 1997 году, ещё являясь студенткой, в общественной приёмной депутата Государственной Думы Федерального Собрания.
В 1998 году совмещала работу и сотрудничество с волгоградской газетой «День за днём», публикуя в ней материалы в рубрике «Вопрос юристу».
В 2001—2003 годах — помощник адвоката в межрайонной коллегии адвокатов, в 2003 году — возглавила её филиал.
В марте 2004 года выбрана по избирательному округу № 19 Дзержинского района Волгограда депутатом Волгоградского городского совета народных депутатов III созыва (с 2006 года переименован в Волгоградскую городскую Думу).
В марте 2008 года переизбрана депутатом Волгоградской городской Думы IV созыва.
8 сентября 2013 года на довыборах в IV созыв Волгоградской областной Думы по Дзержинскому одномандатному округу № 13 избрана депутатом от партии «Единая Россия», набрав 50,76 %. Через год, 14 сентября 2014, на очередных выборах в Волгоградскую областную Думу V созыва избрана депутатом по Дзержинскому одномандатному округу № 15. В областном парламенте возглавляла комитет по образованию, науке, делам молодежи, физической культуре, спорту и туризму.
18 сентября 2016 года одержала победу на выборах в Государственную Думу Российской Федерации VII созыва по Волгоградскому одномандатному округу № 81 (баллотировалась от Единой России), набрав 41,59 % голосов. В марте 2021 года сняла свою кандидатуру с выборов в Государственную Думу 2021 и отказалась участвовать в праймериз.
В 2021 году защитила кандидатскую диссертацию по филологии.
В мае 2022 назначена заместителем главы города Волгограда по социальным вопросам.

## Законотворческая деятельность
С 2016 по 2019 годы, в течение исполнения полномочий депутата Государственной Думы VII созыва, выступила соавтором 40 законодательных инициатив и поправок к проектам федеральных законов.

## «Дядя Вова, мы с тобой»
В ноябре 2017 года телеканал «Новости-Волгоград» выложил на YouTube ролик, в котором Анна Кувычко вместе с учениками кадетских классов школы № 44 города Волгограда исполняет песню «Дядя Вова, мы с тобой» (написанную и исполненную ранее музыкантом Вячеславом Антоновым).
В сюжете на телеканале «Россия 24» песня была охарактеризована как безвкусная попытка обратить на себя внимание за счёт использования детей в псевдопатриотическом клипе. В англоязычных СМИ обращают внимание на встроенность этого эпизода в волну про-путинской патриотической агитации и критику песни со стороны как сторонников, так и противников действующей власти в России, при этом сама Анна Кувычко утверждала, что она хотела подчеркнуть таким способом поддержку политики Путина. Впоследствии песню исполняли школьники и из других городов.

## Личная жизнь
- Замужем, воспитывает троих детей.
- Супруг — Роланд Тамазович Херианов, в 2006—2007 году исполнявший обязанности мэра Волгограда[11].